# Géospize des cactus
Geospiza scandens
Espèce
Statut de conservation UICN

 LC  : Préoccupation mineure
Le Géospize des cactus (Geospiza scandens) est une espèce de passereaux de la famille des Thraupidae.
Cet oiseau est endémique des îles Galápagos.